# Demonic Art
Pour les articles homonymes, voir Demonic.
 (octobre 2017).
Si vous disposez d'ouvrages ou d'articles de référence ou si vous connaissez des sites web de qualité traitant du thème abordé ici, merci de compléter l'article en donnant les références utiles à sa vérifiabilité et en les liant à la section « Notes et références ».
Albums de Darkane
Layers of Lies
(2005) Layers of Live
(2010)
Demonic Art est le cinquième album du groupe de metal extrême suédois Darkane. Annoncé le 6 octobre 2007, il sort un an plus tard, en octobre 2008.
C'est le seul album du groupe à présenter le chanteur Jens Broman.
Le concept de l'album est basé sur la chanson Organic Canvas de l'album précédent, Layers of Lies (en).
Le prégap de l'édition américaine contient une version jazz de Chaos vs. Order.

## Liste des titres
Toutes les chansons sont écrites et composées par Darkane.
| Édition standard | Édition standard                          | Édition standard | Édition standard | Édition standard | Édition standard | Édition standard | Édition standard | Édition standard | Édition standard |
| No               | Titre                                     | Durée            |                  |                  |                  |                  |                  |                  |                  |
| ---------------- | ----------------------------------------- | ---------------- | ---------------- | ---------------- | ---------------- | ---------------- | ---------------- | ---------------- | ---------------- |
| 1.               | Variations of an Eye Crush (instrumental) | 1:31             |                  |                  |                  |                  |                  |                  |                  |
| 2.               | Leaving Existence                         | 3:59             |                  |                  |                  |                  |                  |                  |                  |
| 3.               | Demonic Art                               | 4:45             |                  |                  |                  |                  |                  |                  |                  |
| 4.               | Absolution                                | 4:00             |                  |                  |                  |                  |                  |                  |                  |
| 5.               | Execution 44                              | 4:56             |                  |                  |                  |                  |                  |                  |                  |
| 6.               | Impetious Constant Chaos                  | 3:48             |                  |                  |                  |                  |                  |                  |                  |
| 7.               | Demigod                                   | 4:15             |                  |                  |                  |                  |                  |                  |                  |
| 8.               | Soul Survivor                             | 4:07             |                  |                  |                  |                  |                  |                  |                  |
| 9.               | The Killing of I                          | 4:49             |                  |                  |                  |                  |                  |                  |                  |
| 10.              | Wrong Grave (instrumental)                | 0:53             |                  |                  |                  |                  |                  |                  |                  |
| 11.              | Still in Progress                         | 3:22             |                  |                  |                  |                  |                  |                  |                  |
| 40:25            |                                           |                  |                  |                  |                  |                  |                  |                  |                  |

| Titre bonus - Édition digipack Europe (Massacre Records, 24 octobre 2008) | Titre bonus - Édition digipack Europe (Massacre Records, 24 octobre 2008) | Titre bonus - Édition digipack Europe (Massacre Records, 24 octobre 2008) | Titre bonus - Édition digipack Europe (Massacre Records, 24 octobre 2008) | Titre bonus - Édition digipack Europe (Massacre Records, 24 octobre 2008) | Titre bonus - Édition digipack Europe (Massacre Records, 24 octobre 2008) | Titre bonus - Édition digipack Europe (Massacre Records, 24 octobre 2008) | Titre bonus - Édition digipack Europe (Massacre Records, 24 octobre 2008) | Titre bonus - Édition digipack Europe (Massacre Records, 24 octobre 2008) | Titre bonus - Édition digipack Europe (Massacre Records, 24 octobre 2008) |
| No                                                                        | Titre                                                                     | Durée                                                                     |                                                                           |                                                                           |                                                                           |                                                                           |                                                                           |                                                                           |                                                                           |
| ------------------------------------------------------------------------- | ------------------------------------------------------------------------- | ------------------------------------------------------------------------- | ------------------------------------------------------------------------- | ------------------------------------------------------------------------- | ------------------------------------------------------------------------- | ------------------------------------------------------------------------- | ------------------------------------------------------------------------- | ------------------------------------------------------------------------- | ------------------------------------------------------------------------- |
| 12.                                                                       | Wrath Connection                                                          | 5:35                                                                      |                                                                           |                                                                           |                                                                           |                                                                           |                                                                           |                                                                           |                                                                           |
| 46:01                                                                     |                                                                           |                                                                           |                                                                           |                                                                           |                                                                           |                                                                           |                                                                           |                                                                           |                                                                           |

| Titres bonus - Édition américaine (Nuclear Blast, 10 février 2009) | Titres bonus - Édition américaine (Nuclear Blast, 10 février 2009) | Titres bonus - Édition américaine (Nuclear Blast, 10 février 2009) | Titres bonus - Édition américaine (Nuclear Blast, 10 février 2009) | Titres bonus - Édition américaine (Nuclear Blast, 10 février 2009) | Titres bonus - Édition américaine (Nuclear Blast, 10 février 2009) | Titres bonus - Édition américaine (Nuclear Blast, 10 février 2009) | Titres bonus - Édition américaine (Nuclear Blast, 10 février 2009) | Titres bonus - Édition américaine (Nuclear Blast, 10 février 2009) | Titres bonus - Édition américaine (Nuclear Blast, 10 février 2009) |
| No                                                                 | Titre                                                              | Durée                                                              |                                                                    |                                                                    |                                                                    |                                                                    |                                                                    |                                                                    |                                                                    |
| ------------------------------------------------------------------ | ------------------------------------------------------------------ | ------------------------------------------------------------------ | ------------------------------------------------------------------ | ------------------------------------------------------------------ | ------------------------------------------------------------------ | ------------------------------------------------------------------ | ------------------------------------------------------------------ | ------------------------------------------------------------------ | ------------------------------------------------------------------ |
| 12.                                                                | Wrath Connection                                                   | 5:38                                                               |                                                                    |                                                                    |                                                                    |                                                                    |                                                                    |                                                                    |                                                                    |
| 13.                                                                | Reborn in Greed                                                    | 3:58                                                               |                                                                    |                                                                    |                                                                    |                                                                    |                                                                    |                                                                    |                                                                    |
| 50:05                                                              |                                                                    |                                                                    |                                                                    |                                                                    |                                                                    |                                                                    |                                                                    |                                                                    |                                                                    |

| 1. | The Studio Diaries              |  |
| 2. | Intro Recording                 |  |
| 3. | Chicago Powerfest Clips         |  |
| 4. | Music Video For "Layer Of Lies" |  |
| 5. | Upcoming Darkane DVD Trailer    |  |
| 6. | "Seven Deadly Pieces" Trailer   |  |

## Crédits
| - Christofer Malmström : guitare solo - Peter Wildoer : batterie - Jörgen Löfberg : basse - Klas Ideberg : guitare rythmique - Jens Broman : chant Musiciens additionnels - Ass Kungen : contrebasse - Charlotta Weber Sjöholm : violoncelle - Brooks Dewetter-Smith : flûte - Joakim Wåhlstedt : cor d'harmonie - Tomas Ebrelius : violon, alto - Stefan Rosqvist : sampler, effets sonores - Anders Jonsson : tuba | - Production : Darkane - Ingénierie : Darkane, Matthias Klauser - Mastering : Göran Finnberg - Mixage : Peter Wildoer assisté de Klas Ideberg - Artwork, photographie : Fredrik Ödman |